# Tomoko Tamura
Tomoko Tamura (田村 智子?, Tamura Tomoko; Prefettura di Nagano, 4 luglio 1965) è una politica giapponese, dal 18 gennaio 2024 Presidente del Partito Comunista Giapponese e prima donna leader del partito.
È membro della Camera dei consiglieri, eletta nei seggi proporzionali nelle elezioni del 2010, 2016 e 2022.

## Biografia
Nata il 4 luglio 1965 nella Prefettura di Nagano, studia presso la Facoltà di Lettere, Arti e Scienze all'Università di Waseda. Nel 1988 si unisce alla Lega della Gioventù Democratica del Giappone nel comitato metropolitano di Tokyo.